# Nasir-ud-Din Haidar
Nasir-ud-Din Haidar (9 settembre 1803 – Lucknow, 7 luglio 1837) è stato un Nawab del regno di Awadh, odierna India.

## Vita
Era il figlio di Ghazi-ud-Din Haidar. Dopo la morte di Ghazi-ud-din Haidar, suo figlio Nasir-ud-din Haider salì al trono nel 1827. Amava le donne e il vino e aveva creduto nell'astrologia e nell'astronomia.  Nel 1832 fece aggiunte di Darshan Vilas alla casa di Claude Martin - Farhat Buksh.

## Morte
Fu avvelenato da membri della corte. Poiché non aveva figli, vi fu una crisi di successione. La regina madre, Padshah Begum, mise Munna Jan sul trono, ma non fu riconosciuto come membro della famiglia reale. Gli inglesi intervennero, incarcerando sia Padshah Begum che Munna Jan e diedero il trono a Nasir-ud-daula, figlio del defunto Nawab Saadat Ali Khan.